# Paul Seitz
Pour les articles homonymes, voir Seitz.
Paul Seitz, né le 15 juillet 1897 à Marseille et mort dans la même ville le 22 février 1979, est un footballeur français. 

## Biographie
Il passe toute sa carrière de footballeur à l'Olympique de Marseille (de 1919 à 1928) et remporte avec le club deux fois la Coupe de France (en 1924 en tant que défenseur et en 1926 en gardien de but). 
En 1921, il refuse une sélection en équipe de France de football. 
Il est aussi entraîneur de l'OM de 1928 à 1930 et en 1942.

## Source
Collectif, Coupe de France : La folle épopée, L'Équipe, 2007, 431 p. (ISBN 978-2-915535-62-4 et 2-915535-62-0), p. 156